# Race Against Time
Race Against Time: Searching for Hope in AIDS-Ravaged Africa (traducción al español: Una carrera contra el tiempo. en busca de esperanza en una África desolada por el sida) es un ensayo escrito por Stephen Lewis para las Conferencias Massey. Lewis escribió el ensayo desde principios hasta mediados de 2005 y la editorial House of Anansi Press lo lanzó al mercado cuando el ciclo de conferencias se inició en octubre de 2005. Cada uno de los capítulos del libro se presentó como una conferencia en una ciudad canadiense diferente, comenzando en Vancouver el 18 de octubre y terminando en Toronto el 28 de octubre. Los discursos fueron transmitidos por la CBC Radio One, entre el 7 y 11 de noviembre. Stephen Lewis, además de autor y orador, era entonces el enviado especial de las Naciones Unidas para el VIH/sida en África y ex embajador de Canadá ante las Naciones Unidas. A pesar de que escribió el libro y conferencias expresamente como un ciudadano canadiense preocupado, su crítica a las Naciones Unidas, otras organizaciones internacionales, y diversos diplomáticos, llegando a nombrar a personas concretas, fue criticado por poco diplomático y provocó que numerosos críticos especulasen sobre si sería destituido de su puesto en la ONU.
En el libro y las conferencias, Lewis argumenta que se requieren cambios significativos para alcanzar los Objetivos de Desarrollo del Milenio en África antes de su fecha límite de 2015. Lewis explica el contexto histórico de África desde el decenio de 1980, citando una serie de desastrosas políticas económicas por parte de las instituciones financieras internacionales, que han contribuido a aumentar, en lugar de reducir, la pobreza. El autor conecta los préstamos de ajuste estructural con las condiciones del gasto público limitado en infraestructuras sanitarias y educativas, a la propagación incontrolada del sida y la escasez de alimentos al infectar a una gran parte de la población activa africana. Lewis también aborda cuestiones como la discriminación contra la mujer y la educación primaria de los niños. Para ayudar a aliviar los problemas, propone algunas posibles soluciones que requieren principalmente una mayor financiación por parte los países del G8 hasta llegar a niveles mucho más allá de lo que prometen hasta ahora.
La mayoría de los críticos calificaron las críticas de constructivas y la obra en general como sincera. Su estilo se centra menos en los números y estadísticas, y mucho más en conectar las decisiones de los funcionarios de la ONU y de los diplomáticos occidentales a las consecuencias sobre el terreno en África. Los testimonios de primera mano recogidos son considerados sinceros y emotivos. El libro se mantuvo siete semanas en el número 1 de la lista de libros de no ficción más vendidos del The Globe and Mail. Una segunda edición fue lanzada en junio de 2006. La Asociación de Libreros de Canadá otorgó su anual «Premio Libris de no-ficción» al ensayo y el «Premio al autor del año» a Lewis en el mismo año.

## Contexto

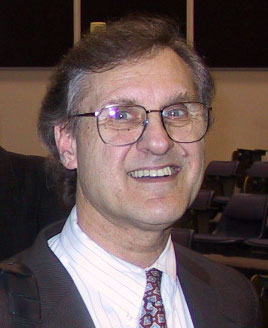
Stephen Lewis en 2001.

En el momento de la publicación, el autor, Stephen Lewis, de 67 años y residente en Toronto, trabajaba como enviado especial de las Naciones Unidas para el VIH/sida en África, cargo que ocupó desde 2001. Anteriormente, trabajó como Director Adjunto del Fondo de las Naciones Unidas para la Infancia (Unicef) (1994-1999), como embajador de Canadá ante la ONU (1984-1988) y como líder del Nuevo Partido Democrático de Ontario (1970-1979). Después de aceptar el puesto de enviado especial con optimismo, paulatinamente se vio, según sus propias declaraciones, cada vez más angustiado por la devastación de que fue testigo. Siendo un buen orador, comenzó a hablar más explícitamente sobre el tema del sida en África. Fundó la Fundación Stephen Lewis, acogió a Oprah Winfrey durante su gira por África, y fue objeto de dos documentales premiados dentro de la serie The Nature of Things, titulados Race Against Time y The Value of Life.
Mientras tanto, fue nombrado Compañero de la Orden de Canadá, recibió la Medalla Pearson de la Paz, y fue nombrado Canadiense del Año (2003) por la revista MacLean's. En 2005 fue invitado a pronunciar la serie anual de conferencias Massey a partir de las cuales compuso el libro Race Against Time. Escrito en la primera mitad del año, comenzó el ciclo de conferencias en octubre de 2005. Según sus propias palabras, Lewis escribió el libro no como un empleado de la ONU, sino como un ciudadano comprometido con la respuesta mundial al desafío del sida en África.

## Contenido
El libro consta de cinco capítulos, derivados de las cinco conferencias: «Contexto», «Pandemia», «Educación», «Mujeres» y «Soluciones». Antes de estos capítulos hay dos secciones tituladas «Prefacio» y «Reconocimientos», y al final una sección de glosario. La segunda edición del libro contiene un epílogo escrito en mayo de 2006. En el prefacio, escrito por Lewis en agosto de 2005, afirma que su género preferido es la palabra hablada y que la naturaleza del tema no le permite cubrir integralmente todos los aspectos. Justifica su escrito proclamándose un devoto de las Naciones Unidas y esbozando las funciones que ha desempeñado en la organización desde 1984. En el primer capítulo, Lewis cuenta anécdotas de las visitas a África y otros eventos relacionados con las Naciones Unidas, como cuando, en 1986, actuó de intermediario en las resoluciones de la XIII Sesión Especial de la Asamblea General. Reconoce que el colonialismo y las ideologías de la guerra fría son las influencias históricas más importantes actualmente sobre la situación africana, pero se centra en los efectos de los llamados préstamos condicionados de las instituciones financieras internacionales desde finales de los años 1980.
En el segundo capítulo Lewis relata su propia historia en África, a partir de la década de 1960 como profesor de lengua inglesa en Ghana. El autor contrasta el África de la década de 1960, liberándose del dominio colonial, optimista ante sus perspectivas de futuro, con el África de la década del 2000, luchando con el sida y con cada vez más hambre generalizada. Reconoce la frecuente fuga de cerebros, y señala que «hay más médicos de Malaui en Mánchester que en Malaui». En el tercer capítulo Lewis examina cómo las Naciones Unidas, el Banco Mundial y el Fondo Monetario Internacional (FMI) no cumplieron sus promesas de facilitar el libre acceso a la educación primaria. En los casos donde los gastos de entrada a la escuela fueron eliminados, los honorarios adicionales (por ejemplo, gastos en uniformes, libros, exámenes y registro) tuvieron el mismo efecto de limitación del acceso.
El cuarto capítulo se centra en las cuestiones sobre la mujer, que son ignoradas o desestimadas tanto en el nivel de las conferencias internacionales como en muchos de los gobiernos africanos. Lewis identifica la discriminación de género que se produce incluso dentro de la organización de las Naciones Unidas, cuyo personal y administración han estado históricamente dominados por varones. El autor relaciona las condiciones impuestas por el Banco Mundial y el FMI a los gobiernos de los países receptores de ayuda humanitaria con los bajos gastos sociales en educación y salud y con la propagación desenfrenada del sida en esos mismos países. La enfermedad diezmó a la población activa, sobre todo agrícola, de África, lo que llevó a la hambruna. Finalmente pide a las instituciones financieras internacionales que paguen «reparaciones», por ejemplo en forma de condonación de la deuda externa a los países africanos.

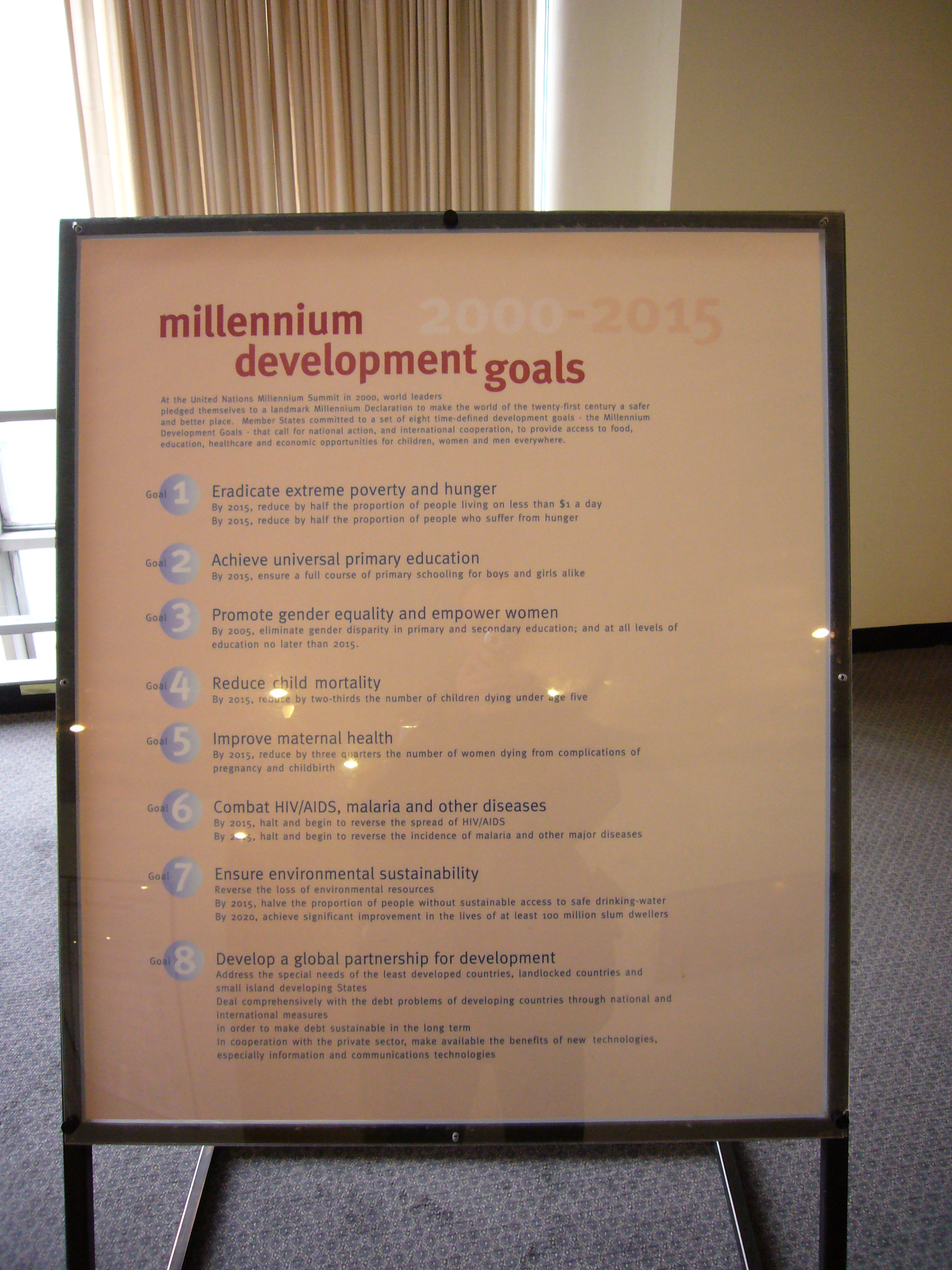
Los Objetivos de Desarrollo del Milenio en la Sede de la Organización de las Naciones Unidas en Nueva York.

Lewis concluye que es necesario realizar cambios dramáticos para cumplir los Objetivos de Desarrollo del Milenio, previstos para el año 2015. En el último capítulo, que considera algunas medidas que podrían ayudar a África, se lamenta de la escasez de financiación por parte de los países del G8, a pesar de las renovadas promesas para el financiamiento total de la ejecución de los Objetivos. Sus propuestas incluyen:
1. La expansión de la Coalición Jubileo para incluir la cancelación de los subsidios agrícolas.
2. La fusión del Fondo de Desarrollo de las Naciones Unidas para la Mujer y secciones relevantes del Fondo de Población de las Naciones Unidas en una única agencia de las Naciones Unidas, a un nivel similar al de UNICEF.
3. Mantenimiento y ampliación del programa de la Organización Mundial de la Salud "tres por cinco" (3 millones de personas tratadas en 2005).
4. Hacer frente al déficit de ingresos en el Fondo Mundial de lucha contra el sida, la tuberculosis y la malaria a través de donaciones de organizaciones del sector privado que se benefician de África (por ejemplo, las compañías farmacéuticas).
5. La creación de una agencia que pueda proporcionar ayuda alimentaria de emergencia en un plazo mucho más corto que los programas actuales.
6. Apoyo al Proyecto Pueblos del Milenio, promovido por Jeffrey Sachs, el Programa de las Naciones Unidas para el Desarrollo y Millenium Promise.
7. Invertir en la investigación de microbicidas y vacunas.
8. Eliminar las cuotas escolares en educación primaria.
9. Mediante microcréditos, facilitar que mujeres sin recursos puedan ocuparse de los huérfanos.
10. Planificación para la modernización de la sociedad africana a partir de los principios de país por país, sector por sector.[14]

## Estilo
El estilo de escritura refleja la intención del autor de usar el texto para una serie de conferencias. La narración se dirige al público mientras le guía a través de las explicaciones de los temas tratados, sazonadas de anécdotas. El carismático, elocuente y enérgico estilo del discurso de Lewis se refleja en la escritura. El tono ha sido descrito como fuerte y persuasivo. Un crítico lo llamó «el añejo Lewis - una crítica incisiva con levadura de retórica de alto calibre».
El libro se centra más en el mundo real de las experiencias humanas que en números y estadísticas al discutir los efectos del sida en el África subsahariana y la respuesta del mundo. Los testimonios recogidos por Lewis son sinceros y vívidos: por ejemplo, relata visitas a hospitales y escuelas al explicar la situación desesperada de las políticas nacionales de salud y la educación, y describe las reuniones con los diplomáticos y el personal de la ONU, el Banco Mundial y el FMI para explicar su efecto en las políticas de ayuda extranjera. El libro está escrito desde una perspectiva idealista y, a pesar de la ira y el sentimiento subyacente de culpa, Lewis se muestra optimista. A pesar de ser un diplomático de carrera, sus reflexiones, recogidas como si de un libro de memorias se tratase, sobre personas específicas, como Michel Camdessus, Carol Bellamy y Thabo Mbeki fueron calificadas de poco diplomáticas. Sin embargo, Lewis retuvo su puesto como enviado especial de la ONU hasta que el plazo asignado finalizó, en diciembre de 2006.

## Publicación
El libro fue lanzado el 18 de octubre de 2005, al mismo tiempo que Lewis comenzó la serie de conferencias Massey en Vancouver. La segunda conferencia tuvo lugar en Winnipeg el día 20, seguido por Montreal el día 22, Halifax el 26 y terminando en Toronto dos días después. Las conferencias fueron grabadas y emitidas en el programa radiofónico Ideas, de CBC Radio One, entre el 7 y el 11 de noviembre. En cada evento Lewis respondió a preguntas de la audiencia y participó en sesiones de firmas del libro. La editorial, House of Anansi Press, se encontraba en su último año de contrato con la CBC para publicar la serie de conferencias Massey. Frente a una oferta competitiva de Penguin Books, Anansi promocionó resueltamente Race Against Time, con Lewis dando entrevistas a medios de comunicación locales y asistiendo a varias recepciones. La CBC promovió los eventos a nivel nacional. Tras una tirada inicial de 25 000 ejemplares del libro de Anansi, junto con los CD de audio producida por CBC, hubo una segunda edición en junio de 2006 con un nuevo epílogo.

## Recepción

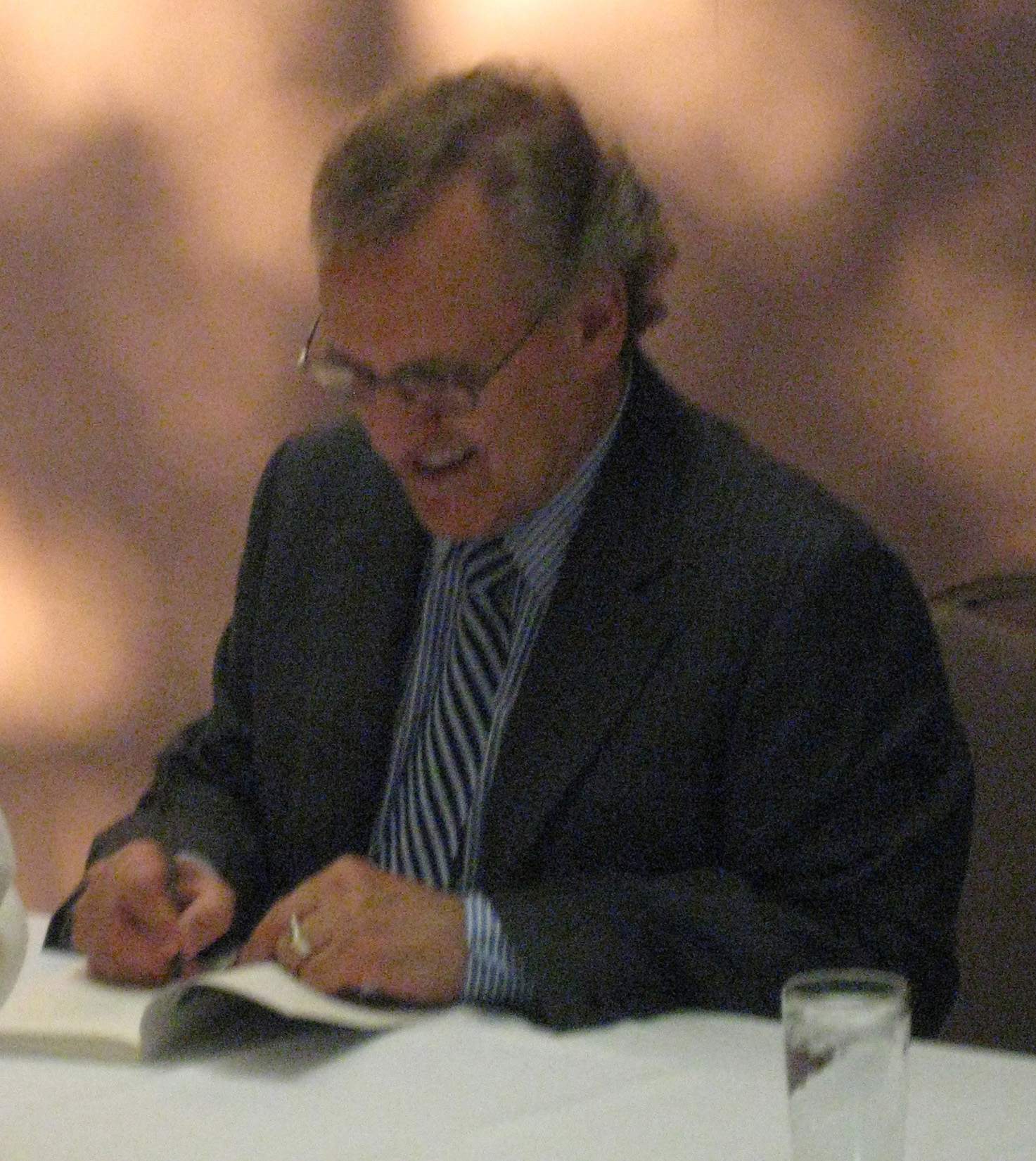
Stephen Lewis firmando un ejemplar de la segunda edición de Race Against Time.

En el mercado canadiense, Race Against Time debutó en el quinto puesto de la lista de libros de no ficción más vendidos de The Globe and Mail el 29 de octubre de 2005. Pasó siete semanas en el primer puesto, y cuarenta semanas entre los diez primeros. Fueron publicados extractos del libro en The Globe and Mail, The Montreal Gazette y Alternatives Journal. Obtuvo el premio Libris de la Asociación de Libreros de Canadá como mejor libro de no ficción del año 2006, así como Lewis consiguió el premio al autor del año. El libro fue preseleccionada para el Pearson Writers' Trust Prize y el Premio Trillium Book Award.
El libro fue recibido positivamente por los críticos. Su prosa fue calificada de «magnífica», «lúcida», «elocuente» y «apasionada». El estilo emotivo de Lewis ha sido destacado como notablemente franco, sincero, poderoso y dinámico. Varios críticos subrayaron la conexión mostrada en la obra entre los niveles diplomáticos y políticos, el trabajo de la ONU y del Banco Mundial y los efectos sobre el terreno en África, así como su descripción del problema de los huérfanos, como los puntos fuertes del libro. Las críticas presentadas por Lewis fueron consideradas constructivas, sobre todo porque provenían de un conocido multilateralista y empleado de la ONU. Un crítico cuestionó varias de las posibles soluciones de Lewis, al considerarlas como parte del mismo sistema que falla al hacer frente a sus defectos. El mismo crítico identificó como una de las debilidades del libro su claro sesgo político, pues ignora las realidades de varios gobiernos africanos, corruptos o ineficientes y pide a las empresas y gobiernos occidentales tomar medidas contra sus propios intereses, como la cancelación de los subsidios agrícolas en el caso de los gobiernos y la donación de sus ganancias en el caso de las empresas. Varios críticos señalaron que el libro podría ser utilizado como una herramienta eficaz para educar sobre la crisis del VIH/sida y la difícil situación de la población del África subsahariana.
Un artículo en The New York Times, en octubre de 2005, informó sobre las críticas hacia el libro expuestas por el gobierno de Sudáfrica, especialmente por parte del presidente Thabo Mbeki y del ministro de sanidad, Manto Tshabalala-Msimang. Lewis afirma en su libro que los programas contra el sida de Sudáfrica fueron confusos e incompletos; un portavoz del Ministerio de sanidad calificó a Lewis de «juez sesgado y poco informado» de la situación de Sudáfrica, recordando los esfuerzos gubernamentales para la rápida expansión de programas de tratamiento. En agosto de 2006, como orador principal en la Conferencia Internacional sobre el sida en Toronto, Lewis sostuvo su crítica, afirmando que el gobierno de Sudáfrica «sigue siendo obtuso, dilatorio y negligente en el despliegue del tratamiento».